# Confide in Me
Singles de Kylie Minogue
Celebration
(1992) Put Yourself in My Place
(1994)
Clip vidéo
[vidéo] « Confide in Me », sur YouTube
Confide in Me est une chanson enregistrée par la chanteuse australienne Kylie Minogue, tirée de son cinquième album studio éponyme Kylie Minogue (album)(1994). Il est sorti en tant que premier single de l'album le 29 août 1994, par Deconstruction, Imago et Mushroom Records. Le morceau a été écrit par le  trio britannique Brothers in Rhythm. Musicalement, c'est une chanson pop qui incorpore des éléments de Musique indépendante, Trip hop et d'instrumentation du Moyen-Orient tels que les cordes et les percussions.
Dès sa sortie, "Confide in Me" a été acclamé par la critique musicale. Plusieurs critiques l'ont élu l'un de ses meilleurs titre. Ils ont félicité également sa performance vocale, la production et l'influence d'éléments du Moyen-Orient. La piste a reçu des nominations lors de certaines cérémonies de remise de prix, en plus d'être inscrite sur les listes de fin d'année des critiques.
Sur le plan commercial, le single a connu un succès à l’international comme l'Australie, le Royaume-Uni, l'Écosse, l'Irlande, la France et la Nouvelle-Zélande. Aux États-Unis, il sera son seul titre, de la période des années 1990, à être rentré au palmarès du Billboard Dance Club.
Le clip promotionnel  a été réalisé par Paul Boyd à Los Angeles en juillet 1994. Il inclut six séquences de de Kylie, sur fond de publicité pour un service de Téléphone rose, invitant le public lui à confier ses secrets et fantasmes.
La chanson a été régulièrement interprétée, et réorchestrée, lors des tournées internationales de Kylie.
"Confide in Me" a été noté par les critiques et les publications comme l'un des singles les plus emblématiques et innovants de l'ère des années 1990. Il marqua un tournant décisif dans sa carrière musicale.
Parallèlement, il a été  utilisé comme Sample (Example (chanteur)2007) ou en cover (Hurts 2010, Tame Impala 2016...)

## Background et production
Sa reprise de Celebration (chanson de Kool and the Gang) Gang fut son dernier titre (assurant la promo du Greatest Hits (album de Kylie Minogue) avec le label PWL. Dans l'autobiographique Kylie: La La La, le livre raconte le mécontentement de Minogue à l'égard de sa production au cours des dernières années du partenariat, alors que Stock Aitken Waterman est revenu à des «airs classiques d'autrefois» et au moment où Let's Get to It (1991) est arrivé, "la magie [avait] disparu et le record sombra rapidement".
«Au début, même s'ils m'avaient déjà dit: 'Kylie, qu'en pensez-vous?', Je n'aurais pas eu la moindre idée. Ce n'est que vers la fin que j'ai eu un indice, et d'ici là j'ai voulu me libérer des chaînes qui me liaient. J'étais fatiguée d'être le popstrel SAW. "
Début 1993, Kylie fit alors le pari d'un label indépendant, Deconstruction records,,, qui lui promit la liberté de création: «J'ai aimé [leur] attitude, j'ai bien aimé leur arrogance, et j'ai aimé la vision qu'ils avaient. [...] Ça ne servirait à rien. en quittant PWL et en allant quelque part exactement de la même manière, c'était donc un grand changement. "[6] [5]  Deconstruction était connue pour être une figure innovante dans la scène de la danse - en même temps, elle était « inouïe ». Pari toutefois risqué pour une artiste pop traditionnelle de renoncer à une étiquette majeure : «J'étais conscient que c'était perçu comme un mouvement un peu radical, ce que j'adorais.»

C'est le trio britannique Brothers in Rhythm qui lui écrira  "Confide in Me". Steve Anderson, Dave Seaman, et  Owain Barton, assura également la production du titre. Anderson, lui, avait déjà remixé pour Kylie sous le label  DMC son single pop disco de 1990 "Step Back In Time". Bien que ce remix n'ait pas été officiellement exploité, il a été suggéré qu'il ait ensuite inspiré celui du remix Harding/Curnow qui lui, connu un succès considérable. Par la suite Anderson collabora avec Kylie sur sa ballade "Finer Feelings" en 1991. Rappelant l'influence importante de la musique du groupe Massive Attack à l'époque. Anderson a déclaré plus tard dans une interview: 
 Finer Feelings  est venu de quelqu'un de PWL aimant ce que nous faisions avec Brothers In Rhythm, et qui jusque-là était principalement de la house music. En fait utiliser tempo était assez risqué mais bien sûr nous avons adoré la chanson et nous avons simplement embelli ce qui était là avec tout un tas de Piano, Instrument à cordes et de Chœur… Sur le remix original de 1992, c'était purement sur le fait de rendre la section rythmique plus dure et l 'orchestration plus luxuriante - tout le monde était alors influencé par Massive Attack, c'est donc là que nous nous dirigions »
Pour le titre "Confide in me", Sean Smith, biographe de Kylie, raconte que Brothers in Rhythm avait développé une version démo de la chanson en un peu moins d'une heure. Kylie s’était rendu chez elle à Chelsea, à Londres. Recontactée par les membres de Brothers in Rhythm, elle les rejoignit à leur studio pour enregistrer la piste en une seule prise. Seaman fut surpris par le processus de développement, déclarant à Smith : "Tout a coulé de source et tout s'est mis en place, ce qui est généralement le cas avec les bonnes choses". Anderson a été impressionné par la démo qu'il a décidé d'utiliser comme enregistrement final; il a commenté "De toute évidence, il y avait des embellissements et nous avons passé beaucoup de temps sur toute la production, mais c'était toujours l'original que nous utilisions". Cependant, quelques voix supplémentaires de Kylie furent enregistrées aux studios DMC et Sarm West à Londres. Le morceau fut mixé aux mêmes endroits par Niall Flynn et Paul West.

## Composition
Brothers in Rhythm étaient "bien conscients" d'une dynamique croisée entre la musique pop et dance à l'époque, notant que la voix de Kylie et "la volonté d'expérimenter la musique" les rendaient capables de "repousser les limites" au plus loin. Pour eux c'est une chanson pop qui incorpore des éléments de musique indépendante, dance-pop et instrumentation du Moyen-Orient comme les cordes et les percussions,. L'ouverture du morceau, qui dure 50 secondes, était déjà sur la démo originale, et comprenait un arrangement orchestral du musicien Will Malone et une section de piano par Anderson, qui a été réalisée à l'aide d'un Bösendorfer. La section d'ouverture présente également un solo de violon de Gavyn Wright, où Anderson et Wright ont commenté que l'inclusion était simplement une "improvisation" pour aider davantage le son du disque. During the song's opening and bridge section, a gated didgeridoo is played by Anderson.
Les paroles évoque la séduction, la manipulation passant par la confession "je peux garder un secret / et jeter la clé";  le jeu du pouvoir en amour "le choix reste le tien". Elle taquine son amant.
Selon William Baker, qui a écrit une biographie avec Kylie, détaillant sa carrière et sa vie, la chanson "symbolise la lutte pour le pouvoir interne qui fait rage sous sa surface [de Kylie]" alors qu'il continue "elle est à la fois marionnette et maître de marionnettes".

## Sortie
"Confide in Me" est sorti comme premier single de l'album le 29 août 1994. C'est son premier single à être distribué par Deconstruction; Imago Records et Mushroom Records l'ont également sorti en CD single, cassette et vinyle 12" et 7" 
Un set de 2 CD sont sortis au Royaume-Uni et en Australie; le premier CD présentait le master mix c'est-à-dire la version de  l'album, ainsi que deux remixes du morceau, tandis que  le second CD contenait la version Master et 2 Face B intitulées une Reprise de "Nothing Can Stop Us", rpar Saint Etienne (groupe), et "If You Don't Love Me ", par Prefab Sprout.
L’édition européenne du CD single inclut les remix et une version radio.
Pour le pressage américains le CD maxi contient les remixes de la chanson, ainsi qu'un autre remix du titre"Where Has the Love Gone?" présent sur l'album,.
Sorti au Royaume-Uni, un vinyle spécial jukebox 7 "comprenait deux remix, tandis que deux cassettes étaient distribuées respectivement aux États-Unis et en Australie.
En 2003, après l'immense succès de Fever (album de Kylie Minogue) porté par Can't Get You Out of My Head, et pour promouvoir le nouvel album Body Language (album de Kylie Minogue) en Asie, un disque promotionnel avec cinq remixes de "Confide in me" a été publié au Japon et en Israël, tandis qu'un vinyle en édition limitée de 12" a été publié au Royaume-Uni pour commémorer le 10e anniversaire de la sortie,.

## Réception critique

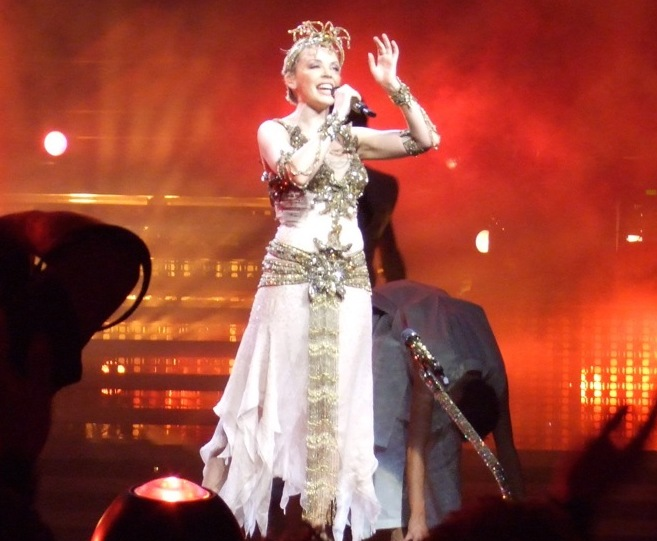
Minogue chantant "Confide in Me" pendant Showgirl : The Homecoming Tour

"Confide in Me" a été acclamé par la critique musicale.
Mike Wass d'Idolator a écrit que "le bijou produit par Brothers In Rhythm était le tremplin qui l'a amenée de la glorieuse pop de" Better The Devil You Know "à la collaboration avec Nick Cave sur" Where The Wild Roses Grow "." Il a ajouté que c'était "un véhicule pour mettre en valeur une voix alors extrêmement sous-estimée".
Quentin Harrison de PopMatters a déclaré: «La perspective internationale de Minogue lui conférait la précision de sa toile, et non la glace comme en témoigne« Confide in Me ». "Confide in Me" a laissé Minogue devenir la chanteuse cynique ricanée qu'elle ne serait jamais... ".
Nick Levine de Digital Spy l'a qualifié de "pop du Moyen-Orient", avec des éléments de "dance-pop à cordes". Plus tard, il le choisit comme l'un des  morceaux les plus remarquables "Comment pouvons-nous faire autre chose que" Confide in Me "? Quinze ans plus tard, cette épopée dance-pop somptueuse et enveloppée de cordes caresse toujours les oreilles comme un coiffeur séducteur".
Larry Flick a qualifié le son «atmosphère» et influencé par la Downtempo.
L'auteur et critique britannique Adrian Denning a apprécié le morceau, le qualifiant de "vraiment intemporel et absolument merveilleux", "sans doute encore son meilleur moment musical à ce jour", trouvant la production et les paroles "classe".
Pour Jason Lipshutz, critique musical pour le magazine américain Billboard, "Confide in Me" a lancé Kylie, d'un chemin loin de la pop simpliste, au sommet d'une bande de cordes et d'influences du Moyen-Orient. Le refrain impassible - "Stick or twist, the choice is yours / Hit or miss, what mine is yours" - est livré dans un murmure qui aspire à être considérée comme une véritable artiste sérieuse. ».
Jude Rogers, du Guardian, donna un avis similaire " Elle a également noté que le sample était extrait d'un morceau de jazz de 1974  de Jimmy Smith et de Barry White "I'm Gonna Love You Just a Little More Baby".
Chris True chez AllMusic a décrit la chanson comme «plus lisse, plus élégante et moins accrocheuse que tout ce qu'elle avait précédemment enregistré." He also highlighted the track as one of the album standouts.
Marc Andrews de DNA Magazine l'a désigné comme la meilleure piste de l'album..
Mike Wass de l'Idolator : "la diva australienne a changé d'étiquette et a réémergé avec un hymne Indie pop envoûtant produit par Brothers in Rhythm qui bouillonne et séduit encore 20 ans plus tard."
Écrivant pour le Herald Sun, Cameron Adams l'a placé au deuxième rang de sa liste des meilleures chansons de la chanteuse. Pour son  50e anniversaire, il qualifie le titre comme  "Celui qui a tout changé - où Kylie est devenue instantanément cool [...] a épopée expérimentale luxuriante de six minutes avec des vibrations du Moyen-Orient et des rythmes de danse modernes, elle a automatiquement tracé une ligne dans le sable pour redémarrer Kylie ".
Stephen Meade du Network Forty l'a décrit comme un "envoûtant son dance-friendly".
Une critique négative est venue du rédacteur en chef de Hot Press, Craig Fitzsimons; jugeant la production "ennuyeuse", en disant "" Confide in Me "est exactement ce à quoi vous vous attendriez; un morceau de peluches de danse Aiken Waterman post-Stock ennuyeux et rien, animé uniquement par les exhortations haletantes de Kylie" 

## Classement dans les Charts

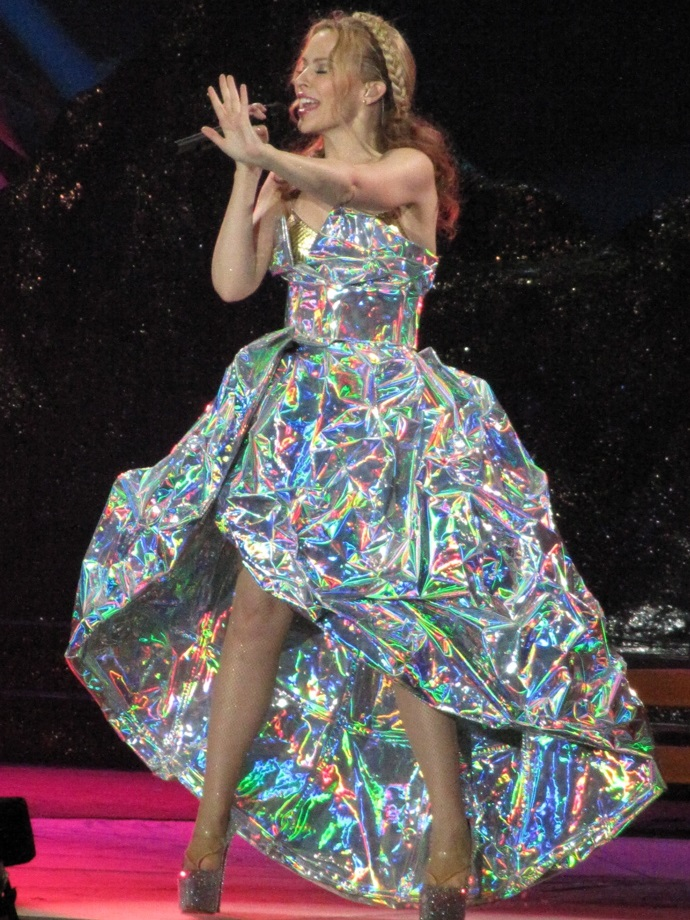
Minogue singing "Confide in Me" on her Aphrodite : Les Folies Tour, 2011.

Sur le plan commercial, le single a connu du succès en Australie, Royaume-Uni, Écosse, Irlande, France, Finlande et la Nouvelle-Zélande.
Il fait ses débuts à la 31e place à l'Australian Singles Chart, mais grimpe directement en numéro un la semaine suivante, marquant l'un des sauts les plus élevés pour un single dans l'histoire des charts australiens. Il devient son premier single à s'élever à la première place numéro 1 depuis 1988 avec "Got to Be Certain", et se maintient à la première place 4 semaines durant. Il se maintiendra au top 10 pendant 9 semaines, et restera présent au top 100 pour un total de 25 semaines.
Il débute directement à la seconde place au UK Singles Chart, bloqué par Wet Wet Wet avec Love is All Around (numéro 1 depuis 15 semaines). Il restera classé 14 semaines dans le top 100 du classement. Il finira Disque d'argent par la British Phonographic Industry (BPI) avec  183 000 copies vendues dans le royaume.
Mais il échouera à rentrer dans le top 10 en Irlande, ne depassant pas la 12e place en septembre 1994.
Le single se hisse à la 3e place en Finlande au Finnish Singles Chart, 
En Nouvelle-Zélande, "Confide in Me" entra et se hissa à la 12e place. Son dernier titre à s'être classé était "Step Back in Time". Il se maintiendra au classement du top 20 par intermittence pendant quatre semaines et dans les charts pour un total de 9 semaines.
En France, le single se maintient 18 semaines au French Singles Chart, grimpant jusqu'à la dixième place.
En Suisse, il a atteint le numéro 20 dans sa troisième semaine et a duré 8 semaines dans le top 100.
En Allemagne, il est resté 7 semaines dans le German Singles Chart, ne dépassant pas la position 50, sa plus basse performance là-bas.
Il se classera également dans les top 40, aux Pays-Bas dans le Dutch Top 40 chart, en Belgique (région Flandres) et en Suède.
Pour les États-Unis, la chanson rentre dans l’US Billboard Dance Club Songs chart à la 39e place, y restant pendant 6 semaines. Ce sera sa seule entrée dans les charts US pour les années 90 (jusqu'à Can't Get You Out of My Head).

## Crédit
Du livret de l'album Kylie Minogue (album)

### Enregistrement
- En partie dans l'appartement de Kylie Minogue à Chelsea (Londres)
- Réenregistré et mixé au DMC studio et Sarm West Studios Londres

| - Kylie Minogue – vocals, backing vocals - Steve Anderson – instrumentation, production, composing, songwriting - Dave Seaman – instrumentation, production, composing, songwriting - Owain Barton – songwriting | - Brothers in Rhythm – composing, arranging - Niall Flynn – mixing - Paul West – mixing - Paul Boyd – music video director |

## Paroles
Une version française sera enregistrée pour l'édition canadienne  Elle réapparaitra pour l'édition Edition spéciale 2CD de 2003 
Le titre se base sur une traduction au mot pour mot, parfois prendre en compte le problème des expressions
Is to set our children free (pour libérer nos fantasmes) sera traduit "pour libérer nos enfants"
le bridge "Stick or twist..." lui ne sera pas traduit.
Kylie interpretera le refrain en français lors de sa promo française en 1994 dans l'émission Dimanche Martin de Jacques Martin (animateur). Elle y était déjà venue assurer la promo de The Loco-Motion en 1989, et Step Back in Time en 1990.

## Formats et Track Listings
| UK CD1 single / 12" single 1. "Confide In Me" (Master Mix) – 5:51 2. "Confide In Me" (Big Brothers Mix) – 10:27 3. "Confide In Me" (The Truth Mix) – 6:46 UK CD2 single 1. "Confide In Me" (Master Mix) – 5:51 2. "Nothing Can Stop Us" – 4:04 3. "If You Don't Love Me" – 2:08 UK cassette single 1. "Confide In Me" (Radio Mix) - 4:24 2. "Confide In Me" (The Truth Mix) - 6:46 EU CD single 1. "Confide In Me" (Radio Mix) - 4:24 2. "Confide In Me" (The Truth Mix) - 6:46 EU CD maxi single 1. "Confide In Me" (Master Mix) – 5:51 2. "Confide In Me" (Big Brothers Mix) – 10:27 3. "Confide In Me" (The Truth Mix) – 6:46 | Australia CD1 single / Australia cassette single 1. "Confide In Me" (Master Mix) – 5:51 2. "Nothing Can Stop Us" – 4:04 3. "If You Don't Love Me" – 2:08 Australia CD2 maxi single 1. "Confide In Me" (Radio Mix) - 4:24 2. "Confide In Me" (Master Mix) – 5:51 3. "Confide In Me" (Big Brothers Mix) – 10:27 4. "Confide In Me" (The Truth Mix) – 6:46 5. "Where Has The Love Gone?" (Fire Island Mix) – 7:48 6. "Where Has The Love Gone?" (Roach Motel Mix) – 8:02 US CD maxi single 1. "Confide In Me" (Master Mix) – 5:51 2. "Confide In Me" (Big Brothers Mix) – 10:27 3. "Confide In Me" (The Truth Mix) – 6:46 4. "Where Has The Love Gone?" (Fire Island 12" Mix) – 7:48 US cassette single 1. "Confide In Me" (Radio Mix) - 4:24 2. "Where Has The Love Gone?" (Fire Island 12" Mix) – 7:48 |

## Remixes
| Phillip Damien Mixes - "Confide in Me (Bass Change Mix)" – 6:25 - "Confide in Me (Dub)" – 8:04 - "Confide in Me (Damien's Confession Mix)" – 7:21 - "Confide in Me (In The Confessional Dub)" – 6:38 Diego Maradonna & Jonny Dollar Mix - "Confide in Me (The Truth Mix)" – 6:46 Justin Warfield Mix - "Confide in Me (Justin Warfield Mix)" – 5:27 | Brothers in Rhythm Mixes - "Confide in Me (Big Brothers Mix)" – 10:27 - "Confide in Me (French Version)" – 5:51 Tomer G Mixes - "Confide in Me (Tomer G Club Remake)" – 8:31 - "Confide in Me (Tomer G Radio Remake)" – 3:52 Optimus Mixes - "Confide in Me (Optimus Remix)" – 6:48 - "Confide in Me (Optimus Dub Remix)" – 6:07 |

Note: 
- Les remixes de Phillip Damien furent exploités et disponibles au uniquement pour la promotion aux US. Le "Bass Change Mix" fût rajouté plus tard l'exploitation commerciale du second single Put Yourself in My Place (chanson de Kylie Minogue) sous le nom de "Phillip Damien Mix".
- Les remixes de Tomer G et Optimo (Martin Jenkins, Mat Anthony, Pete Herbert)[43] apparaissent sur du label Israélien NMC [44] servent à une édition promo nommée Confide In Me (2004 Seductive Remixes) dans le cadre la sortie israélienne du Kylie's Greatest Hits 87-97' sur Jive Records/BMG Entertainment en 2003[45], puis en 2004 pour une édition promo non officielle au japon [46]